# Оскар (кинопремия, 1971)
43-я церемония вручения наград премии «Оскар» за заслуги в области кинематографа за 1970 год состоялась 15 апреля 1971 года в Dorothy Chandler Pavilion (Лос-Анджелес, Калифорния).

## Фильмы, получившие несколько номинаций
| Фильм                                                        | номинации | победы |
| ------------------------------------------------------------ | --------- | ------ |
| • Паттон / Patton                                            | 10        | 7      |
| • Аэропорт / Airport                                         | 10        | 1      |
| • История любви / Love Story                                 | 7         | 1      |
| • Военно-полевой госпиталь / MASH                            | 5         | 1      |
| • Тора! Тора! Тора! / Tora! Tora! Tora!                      | 5         | 1      |
| • Дочь Райана / Ryan's Daughter                              | 4         | 2      |
| • Влюблённые женщины / Women in Love                         | 4         | 1      |
| • Пять лёгких пьес / Five Easy Pieces                        | 4         | -      |
| • Скрудж / Scrooge                                           | 4         | -      |
| • Любовники и другие незнакомцы / Lovers and Other Strangers | 3         | 1      |
| • Вудсток / Woodstock (док.)                                 | 3         | 1      |
| • Я никогда не пел отцу / I Never Sang for My Father         | 3         | -      |
| • Дорогая Лили / Darling Lili                                | 3         | -      |
| • Кромвель / Cromwell                                        | 2         | 1      |
| • Большая белая надежда / The Great White Hope               | 2         | -      |

## Список лауреатов и номинантов
★ Победители выделены отдельным цветом. 

### Основные категории
| Категории                                                       | Лауреаты и номинанты | Лауреаты и номинанты |                                          |
| --------------------------------------------------------------- | --- | --- | ---------------------------------------- |
| Лучший фильм                                                    | ★ Паттон / Patton (продюсер: Фрэнк МакКарти)                                                                                              | ★ Паттон / Patton (продюсер: Фрэнк МакКарти)                                                                                          |                                          |
| Лучший фильм                                                    | • Аэропорт / Airport (продюсер: Росс Хантер)                                                                                              | |                                          |
| Лучший фильм                                                    | • Пять лёгких пьес / Five Easy Pieces (продюсер: Боб Рейфелсон и Ричард Уэкслер)                                                          | |                                          |
| Лучший фильм                                                    | • История любви / Love Story (продюсер: Ховард Дж. Мински)                                                                                | |                                          |
| Лучший фильм                                                    | • Военно-полевой госпиталь / MASH (продюсер: Инго Премингер)                                                                              | |                                          |
| Лучший режиссёр                                                 | | ★ Франклин Дж. Шеффнер за фильм «Паттон»                                                                                              | ★ Франклин Дж. Шеффнер за фильм «Паттон» |
| Лучший режиссёр                                                 | • Федерико Феллини — «Сатирикон» | |                                          |
| Лучший режиссёр                                                 | • Артур Хиллер — «История любви» | |                                          |
| Лучший режиссёр                                                 | • Роберт Олтмен — «Военно-полевой госпиталь»                                                                                              | |                                          |
| Лучший режиссёр                                                 | • Кен Расселл — «Влюблённые женщины» | |                                          |
| Лучшая мужская роль                                             | | ★ Джордж К. Скотт (отказ) — «Паттон» (за роль генерала Джорджа С. Паттона)                                                            |                                          |
| Лучшая мужская роль                                             | • Мелвин Дуглас — «Я никогда не пел отцу» (за роль Тома Гаррисона)                                                                        | |                                          |
| Лучшая мужская роль                                             | • Джеймс Эрл Джонс — «Большая белая надежда» (за роль Джека Джефферсона)                                                                  | |                                          |
| Лучшая мужская роль                                             | • Джек Николсон — «Пять лёгких пьес» (за роль Роберта Дюпи)                                                                               | |                                          |
| Лучшая мужская роль                                             | • Райан О'Нил — «История любви» (за роль Оливера Барретта IV)                                                                             | |                                          |
| Лучшая женская роль                                             | | ★ Гленда Джексон — «Влюблённые женщины» (за роль Гудрун Бренгвен)                                                                     |                                          |
| Лучшая женская роль                                             | • Джейн Александер — «Большая белая надежда» (за роль Элеанор Бэкман)                                                                     | |                                          |
| Лучшая женская роль                                             | • Эли Макгроу — «История любви» (за роль Дженнифер Каваллери)                                                                             | |                                          |
| Лучшая женская роль                                             | • Сара Майлз — «Дочь Райана» (за роль Рози Райан)                                                                                         | |                                          |
| Лучшая женская роль                                             | • Кэрри Снодгресс — «Дневник безумной домохозяйки» (за роль Тины Балсер)                                                                  | |                                          |
| Лучшая мужская роль второго плана                               | | ★ Джон Миллс — «Дочь Райана» (за роль Майкла)                                                                                         |                                          |
| Лучшая мужская роль второго плана                               | • Ричард Кастеллано — «Любовники и другие незнакомцы» (за роль Фрэнка Веччьо)                                                             | |                                          |
| Лучшая мужская роль второго плана                               | • вождь Дэн Джордж — «Маленький большой человек» (за роль вождя «Старая Кожа Вигвама»)                                                    | |                                          |
| Лучшая мужская роль второго плана                               | • Джин Хэкмен — «Я никогда не пел отцу» (за роль Джина Гаррисона)                                                                         | |                                          |
| Лучшая мужская роль второго плана                               | • Джон Марли — «История любви» (за роль Фила Каваллери)                                                                                   | |                                          |
| Лучшая женская роль второго плана                               | | ★ Хелен Хейс — «Аэропорт» (за роль Ады Квонсетт)                                                                                      |                                          |
| Лучшая женская роль второго плана                               | • Карен Блэк — «Пять лёгких пьес» (за роль Рейетт Дипесто)                                                                                | |                                          |
| Лучшая женская роль второго плана                               | • Ли Грант — «Землевладелец» (за роль Джойс Эндерс)                                                                                       | |                                          |
| Лучшая женская роль второго плана                               | • Салли Келлерман — «Военно-полевой госпиталь» (за роль майора Маргарет Халиган)                                                          | |                                          |
| Лучшая женская роль второго плана                               | • Морин Стэплтон — «Аэропорт» (за роль Инез Герреро)                                                                                      | |                                          |
| Лучший сценарий, основанный на неопубликованном ранее материале | Фрэнсис Форд Коппола | ★ Фрэнсис Форд Коппола и Эдмунд Х. Норт — «Паттон»                                                                                    |                                          |
| Лучший сценарий, основанный на неопубликованном ранее материале | Фрэнсис Форд Коппола | • Боб Рейфелсон и Кэрол Истмен — «Пять лёгких пьес»                                                                                   |                                          |
| Лучший сценарий, основанный на неопубликованном ранее материале | Фрэнсис Форд Коппола | • Норман Уэкслер — «Джо» |                                          |
| Лучший сценарий, основанный на неопубликованном ранее материале | Фрэнсис Форд Коппола | • Эрик Сигал — «История любви» |                                          |
| Лучший сценарий, основанный на неопубликованном ранее материале | Фрэнсис Форд Коппола | • Эрик Ромер — «Ночь у Мод» |                                          |
| Лучший адаптированный сценарий                                  | ★ Ринг Ларднер мл. — «Военно-полевой госпиталь» (по роману Ричарда Хукера «MASH: A Novel About Three Army Doctors»)                       | ★ Ринг Ларднер мл. — «Военно-полевой госпиталь» (по роману Ричарда Хукера «MASH: A Novel About Three Army Doctors»)                   |                                          |
| Лучший адаптированный сценарий                                  | • Джордж Ситон — «Аэропорт» (по одноимённому роману Артура Хейли)                                                                         | |                                          |
| Лучший адаптированный сценарий                                  | • Роберт Андерсон — «Я никогда не пел отцу» (по одноимённой пьесе автора)                                                                 | |                                          |
| Лучший адаптированный сценарий                                  | • Рене Тейлор, Джозеф Болонья и Дэвид Зелаг Гудман — «Любовники и другие незнакомцы» (по одноимённой пьесе Рене Тейлор и Джозефа Болоньи) | |                                          |
| Лучший адаптированный сценарий                                  | • Ларри Крамер — «Влюблённые женщины» (по одноимённому роману Дэвида Герберта Лоуренса)                                                   | |                                          |
| Лучший фильм на иностранном языке                               | ★ Следствие по делу гражданина вне всяких подозрений / Indagine su un cittadino al di sopra di ogni sospetto (Италия) реж. Элио Петри     | ★ Следствие по делу гражданина вне всяких подозрений / Indagine su un cittadino al di sopra di ogni sospetto (Италия) реж. Элио Петри |                                          |
| Лучший фильм на иностранном языке                               | • Первая любовь / Erste Liebe (Швейцария) реж. Максимилиан Шелл                                                                           | |                                          |
| Лучший фильм на иностранном языке                               | • Хоа Бинь / Hoa-Binh (Франция) реж. Рауль Кутар                                                                                          | |                                          |
| Лучший фильм на иностранном языке                               | • Мирные поля / Paix sur les champs (Бельгия) реж. Жак Буагло                                                                             | |                                          |
| Лучший фильм на иностранном языке                               | • Тристана / Tristana (Испания) реж. Луис Буньюэль                                                                                        | |                                          |

### Другие категории
| Категории                                      | Лауреаты и номинанты | Лауреаты и номинанты | Лауреаты и номинанты |
| ---------------------------------------------- | --- | --- | -------------------- |
| Лучшая музыка: Оригинальный саундтрек          | ★ Франсис Ле — «История любви» | ★ Франсис Ле — «История любви» |                      |
| Лучшая музыка: Оригинальный саундтрек          | • Альфред Ньюман (посмертно) — «Аэропорт» | |                      |
| Лучшая музыка: Оригинальный саундтрек          | • Фрэнк Корделл — «Кромвель» | |                      |
| Лучшая музыка: Оригинальный саундтрек          | • Джерри Голдсмит — «Паттон» | |                      |
| Лучшая музыка: Оригинальный саундтрек          | • Генри Манчини — «Подсолнухи» | |                      |
| Лучшая музыка: Original Song Score             | группа «Битлз» | ★ Пол Маккартни, Джон Леннон, Джордж Харрисон, Ринго Старр («Битлз») — «Пусть будет так»                                                                       |                      |
| Лучшая музыка: Original Song Score             | группа «Битлз» | • Фред Карлин (музыка), Тилвит Кимри (тексты) — «Производительница детей»                                                                                      |                      |
| Лучшая музыка: Original Song Score             | группа «Битлз» | • Род МакКуэн, Джон Скотт Троттер (музыка), Род МакКуэн, Билл Мелендес, Эл Шин (тексты), Винс Гуаральди (адаптация партитуры) — «Мальчик по имени Чарли Браун» |                      |
| Лучшая музыка: Original Song Score             | группа «Битлз» | • Генри Манчини (музыка), Джонни Мёрсер (тексты) — «Дорогая Лили»                                                                                              |                      |
| Лучшая музыка: Original Song Score             | группа «Битлз» | • Лесли Брикасс (музыка и тексты), Иэн Фрэйзер, Герберт У. Спенсер (адаптация партитуры) — «Скрудж»                                                            |                      |
| Лучшая песня к фильму                          | ★ For All We Know — «Любовники и другие незнакомцы» — музыка: Фред Карлин, слова: Робб Ройер, Джимми Гриффин                                                     | ★ For All We Know — «Любовники и другие незнакомцы» — музыка: Фред Карлин, слова: Робб Ройер, Джимми Гриффин                                                   |                      |
| Лучшая песня к фильму                          | • Pieces of Dreams — «Обрывки мечты» — музыка: Мишель Легран, слова: Алан Бергман и Мэрилин Бергман                                                              | |                      |
| Лучшая песня к фильму                          | • Thank You Very Much — «Скрудж» — музыка и слова: Лесли Брикасс                                                                                                 | |                      |
| Лучшая песня к фильму                          | • Till Love Touches Your Life — «Мадрон» — музыка: Риц Ортолани, слова: Артур Хэмилтон                                                                           | |                      |
| Лучшая песня к фильму                          | • Whistling Away the Dark — «Дорогая Лили» — музыка: Генри Манчини, слова: Джонни Мерсер                                                                         | |                      |
| Лучший монтаж                                  | ★ Хью С. Фоулер — «Паттон» | ★ Хью С. Фоулер — «Паттон» |                      |
| Лучший монтаж                                  | • Стюарт Гилмор — «Аэропорт» | |                      |
| Лучший монтаж                                  | • Дэнфорд Б. Грин — «Военно-полевой госпиталь» | |                      |
| Лучший монтаж                                  | • Джеймс Э. Ньюком, Пемброук Дж. Херринг, Синъя Иноуэ — «Тора! Тора! Тора!»                                                                                      | |                      |
| Лучший монтаж                                  | • Тельма Скунмейкер — «Вудсток» | |                      |
| Лучшая операторская работа                     | ★ Фредди Янг — «Дочь Райана» | ★ Фредди Янг — «Дочь Райана» |                      |
| Лучшая операторская работа                     | • Эрнест Ласло — «Аэропорт» | |                      |
| Лучшая операторская работа                     | • Фред Дж. Конекэмп — «Паттон» | |                      |
| Лучшая операторская работа                     | • Чарльз Ф. Вилер, Осаму Фуруя, Синсаку Химэда, Масамити Сато — «Тора! Тора! Тора!»                                                                              | |                      |
| Лучшая операторская работа                     | • Билли Уильямс — «Влюблённые женщины» | |                      |
| Лучшая работа художника                        | ★ Ури МакКлири, Хиль Паррондо (постановщики), Антонио Матеос, Пьер-Луи Тевене (декораторы) — «Паттон»                                                            | ★ Ури МакКлири, Хиль Паррондо (постановщики), Антонио Матеос, Пьер-Луи Тевене (декораторы) — «Паттон»                                                          |                      |
| Лучшая работа художника                        | • Александр Голицин, Э. Престон Амес (постановщики), Джек Д. Мур, Мики С. Майклс (декораторы) — «Аэропорт»                                                       | |                      |
| Лучшая работа художника                        | • Тамби Ларсен (постановщик), Даррел Сильвера (декоратор) — «Молли Магуайерс»                                                                                    | |                      |
| Лучшая работа художника                        | • Теренс Марш, Роберт Картрайт (постановщики), Памела Корнелл (декоратор) — «Скрудж»                                                                             | |                      |
| Лучшая работа художника                        | • Джек Мартин Смит, Ёсиро Мураки, Ричард Дэй, Тайдзо Кавасима (постановщики), Уолтер М. Скотт, Норман Рокетт, Карл Биддискомб (декораторы) — «Тора! Тора! Тора!» | |                      |
| Лучший дизайн костюмов                         | ★ Витторио Нино Новарезе — «Кромвель» | ★ Витторио Нино Новарезе — «Кромвель» |                      |
| Лучший дизайн костюмов                         | • Эдит Хэд — «Аэропорт» | |                      |
| Лучший дизайн костюмов                         | • Дональд Брукс и Джек Беар — «Дорогая Лили» | |                      |
| Лучший дизайн костюмов                         | • Билл Томас — «Гавайцы» | |                      |
| Лучший дизайн костюмов                         | • Маргарет Фёрс — «Скрудж» | |                      |
| Лучший звук                                    | ★ Дуглас О. Уильямс, Дон Дж. Бассман — «Паттон» | ★ Дуглас О. Уильямс, Дон Дж. Бассман — «Паттон» |                      |
| Лучший звук                                    | • Рональд Пирс, Дэвид Х. Мориарти — «Аэропорт» | |                      |
| Лучший звук                                    | • Гордон К. МакКаллум, Джон Брамалл — «Дочь Райана» | |                      |
| Лучший звук                                    | • Мюррэй Спивак, Херман Льюис — «Тора! Тора! Тора!» | |                      |
| Лучший звук                                    | • Дэн Валлин, Л. А. Джонсон — «Вудсток» | |                      |
| Лучшие специальные визуальные эффекты          | ★ А. Д. Флауэрс, Л. Б. Эбботт — «Тора! Тора! Тора!» | ★ А. Д. Флауэрс, Л. Б. Эбботт — «Тора! Тора! Тора!» |                      |
| Лучшие специальные визуальные эффекты          | • Алекс Уэлдон — «Паттон» | |                      |
| Лучший документальный полнометражный фильм     | ★ Вудсток / Woodstock (продюсер: Боб Морис) | ★ Вудсток / Woodstock (продюсер: Боб Морис) |                      |
| Лучший документальный полнометражный фильм     | • Воспоминания о будущем (Колесницы богов) / Erinnerungen an die Zukunft (продюсер: Харальд Райнль)                                                              | |                      |
| Лучший документальный полнометражный фильм     | • Джэк Джонсон / Jack Johnson (продюсер: Джим Джейкобс) | |                      |
| Лучший документальный полнометражный фильм     | • Из Монтгомери в Мемфис / King: A Filmed Record… Montgomery to Memphis (продюсер: Эли А. Ландау)                                                                | |                      |
| Лучший документальный полнометражный фильм     | • Say Goodbye / Say Goodbye (продюсер: Дэвид Х. Воуэлл) | |                      |
| Лучший документальный короткометражный фильм   | ★ Интервью с ветеранами Май Лай / Interviews with My Lai Veterans (продюсер: Джозеф Стрик)                                                                       | ★ Интервью с ветеранами Май Лай / Interviews with My Lai Veterans (продюсер: Джозеф Стрик)                                                                     |                      |
| Лучший документальный короткометражный фильм   | • The Gifts / The Gifts (продюсер: Роберт МакБрайд) | |                      |
| Лучший документальный короткометражный фильм   | • A Long Way from Nowhere / A Long Way from Nowhere (продюсер: Боб Аллер)                                                                                        | |                      |
| Лучший документальный короткометражный фильм   | • Ойсин / Oisin (продюсеры: Вивьен Кэри и Патрик Кэри) | |                      |
| Лучший документальный короткометражный фильм   | • / Time Is Running Out (продюсеры: Хорст Даллмайр и Роберт Менего)                                                                                              | |                      |
| Лучший игровой короткометражный фильм          | ★ Воскрешение Бронко Билли / The Resurrection of Broncho Billy (продюсер: Джон Лонгенекер)                                                                       | ★ Воскрешение Бронко Билли / The Resurrection of Broncho Billy (продюсер: Джон Лонгенекер)                                                                     |                      |
| Лучший игровой короткометражный фильм          | • / Shut Up… I’m Crying (продюсер: Роберт Сиглер) | |                      |
| Лучший игровой короткометражный фильм          | • / Sticky My Fingers… Fleet My Feet (продюсер: Джон Д. Хэнкок)                                                                                                  | |                      |
| Лучший короткометражный фильм (мультипликация) | ★ Всегда ли правильно быть правым? / Is It Always Right to Be Right? (продюсер: Ник Босустоу)                                                                    | ★ Всегда ли правильно быть правым? / Is It Always Right to Be Right? (продюсер: Ник Босустоу)                                                                  |                      |
| Лучший короткометражный фильм (мультипликация) | • / The Further Adventures of Uncle Sam: Part Two (продюсеры: Роберт Митчел и Дэйл Кейс)                                                                         | |                      |
| Лучший короткометражный фильм (мультипликация) | • / The Shepherd (продюсер: Камерон Гесс) | |                      |

### Специальные награды
| Награда                                                         | Лауреаты |
| --------------------------------------------------------------- | --- |
| Премия за выдающиеся заслуги в кинематографе (Почётный «Оскар») | ★ Лиллиан Гиш — за превосходное мастерство и выдающийся вклад в развитие кинематографа. (for superlative artistry and for distinguished contribution to the progress of motion pictures.) |
| Премия за выдающиеся заслуги в кинематографе (Почётный «Оскар») | ★ Орсон Уэллс — за высочайший артистизм и универсальный талант. (for superlative artistry and versatility in the creation of motion pictures.)                                            |
| Награда имени Ирвинга Тальберга                                 | ★ Ингмар Бергман |
| Награда имени Джина Хершолта                                    | ★ Фрэнк Синатра |

## Научно-технические награды
| Категории | Лауреаты |
| --------- | --- |
| Class I   | Не присуждалась |
| Class II  | • Леонард Соколов, Эдвард Х. Рейхард (Consolidated Film Industries) — за концепцию и разработку цветопробного принтера для кинофильмов.                   |
| Class III | • Sylvania Electric Products, Inc. — за разработку и внедрение серии компактных вольфрамовых галогенных ламп для кинопроизводства.                        |
| Class III | • Би Джей Лосманди — за концепцию, дизайн и применение микроминиатюрных полупроводниковых усилителей, используемых в оборудовании для записи кинофильмов. |
| Class III | • Eastman Kodak Co., Photo Electronics Corp. — за разработку и проектирование усовершенствованного анализатора цвета видео для кинолабораторий.           |
| Class III | • Electro Sound Inc. — за разработку и внедрение звуковой системы серии 8000 для кинотеатров.                                                             |